# 杜斯林根
杜斯林根是德国巴登-符腾堡州的一个市镇。总面积13.06平方公里，总人口5565人，其中男性2768人，女性2797人（2011年12月31日），人口密度426人/平方公里。